# DIR EN GREY
디르 앙 그레이(영어: Dir en grey)는 일본의 록 밴드이다. 약칭은 디르 (일본어: ディル).
1997년 결성 시부터 비주얼계의 왕도라 할 만한 하드한 메이크업과 현란한 복장을 고수해 온 대표적인 밴드였으나, 2005년 무렵부터 앨범 《Withering to death.》에 기하여 탈 비주얼계를 선언하여 그 후 메이크와 패션도 한층 차분해진다.

## 의미
디르 앙 그레이(독일어: Dir)(프랑스어: en)(영어: grey)의 합성어이며 의미는 잿빛의 은화라는 의미이며 흑색과 백색의 중립의 의미를 가지고 있는 회색의 음악을 하겠다는 밴드의 음악적 성향을 설명하고 있다

## 발자취
1998년 자주 제작의 싱글 《Jealous》, 《-I'll-》이 오리콘 음악차트의 10위 권 안에 진입하며 주류 음악계의 주목을 받고, 이후로 꾸준히 활동하고 있다. 한편, 2001년 한국, 중국, 대만을 도는 첫 해외투어를 가진 것을 시작으로, 2005년부터는 유럽과 북미에서의 해외활동도 활발하다. 발매된 앨범이 해당 국가의 차트에서 호조를 기록하고 (앨범 《Withering to death.》는 핀란드, 독일에서 각각 10위, 7위, 2006년 5월 24일자 미국 빌보드 주간 인디펜던트 차트에서 42위를 기록), 록 암 링과 록 임 파크를 비롯한 대형 록 페스티벌에 참가, 그 외 단독 투어를 갖는 등 긍정적인 성과를 거두고 있다.

## 특징
일반적으로 록 음악이라는 형태를 띄고 있으나 매번 음악 스타일의 변화가 크므로 특정 장르라고 정의 내리기 어려운 부분이 있다. 보통에는 하드 코어, 믹스처 록 등을 베이스로 한 독자적인 스타일을 담고 있다. 보컬은 샤우트, 팔세토, 휘슬 보이스 등을 다용한다.
프로모션 비디오에 있어서 엽기적인 표현을 다용하는 경우가 많고, 무대에서도 보컬 쿄가 피를 흘리는 등의 퍼포먼스를 행한다.

## 멤버
- 쿄 (京) 보컬

1976년 2월 16일, 교토부 출신
- 카오루 (薫) 기타

1974년 2월 17일, 효고현 출신, 그룹의 리더
- 다이 (Die) 기타

1974년 12월 20일 미에현 나바리 시 출신
- 토시야 (Toshiya) 베이스

1977년 3월 31일 나가노현 치쿠마 시 출신
- 신야 (Shinya) 드럼

1978년 2월 24일 오사카부 히라카타시 출신

## 음반목록

### 싱글
- JEALOUS (1998년 5월 10일) 인디즈 1st 싱글
- -I'll- (1998년 8월 12일) 인디즈 2nd 싱글
- アクロの丘 (1999년 1월 20일) 메이저 1st 싱글
- 残-ZAN- (1999년 1월 20일) 메이저 2nd 싱글
- ゆらめき (1999년 1월 20일) 메이저 3rd 싱글
- Cage (1999년 5월 26일) 메이저 4th 싱글
- 予感 (1999년 7월 14일) 메이저 5th 싱글
- 脈 (2000년 2월 16일) 메이저 6th 싱글
- 【KR】cube (2000년 6월 7일) 메이저 7th 싱글
- 太陽の碧 (2000년 7월 26일) 메이저 8th 싱글
- ain't afraid to die (2001년 4월 18일) 메이저 9th 싱글
- FILTH (2001년 9월 12일) 메이저 10th 싱글
- JESSICA (2001년 11월 14일) 메이저 11th 싱글
- embryo (2001년 12월 19일) 메이저 12th 싱글
- Child prey (2002년 7월 31일) 메이저 13th 싱글
- DRAIN AWAY (2003년 1월 22일) 메이저 14th 싱글
- かすみ (2003년 4월 23일) 메이저 15th 싱글
- THE FINAL (2004년 3월 17일) 메이저 16th 싱글
- 朔-saku- (2004년 7월 14일) 메이저 17th 싱글
- CLEVER SLEAZOID (2005년 9월 21일) 메이저 18th 싱글
- 凌辱の雨 (2006년 7월 26일) 메이저 19th 싱글
- Agitated Screams of Maggots (2006년 11월 15일) 메이저 20th 싱글
- DOZING GREEN (2007년 10월 24일) 메이저 21st 싱글
- GLASS SKIN (2008년 9월 10일) 메이저 22nd 싱글
- 激しさと、この胸の中で絡み付いた灼熱の闇 (2009년 12월 2일) 메이저 23rd 싱글
- LOTUS (2011년 1월 26일) 메이저 24th 싱글
- DIFFERENT SENSE (2011년 6월 22일) 메이저 25th 싱글
- 輪郭 (2012년 12월 19일) 메이저 26th 싱글
- SUSTAIN THE UNTRUTH (2014년 1월 22일) 메이저 27h 싱글
- 詩踏み (2016년 7월 27일) 메이저 28h 싱글

### 앨범
- MISSA (1997년 7월 25일) 미니앨범
- GAUZE (1999년 7월 28일) 1st
- MACABRE (2000년 9월 (20일) 2nd
- 改-KAI-(2001년 8월 22일) 리믹스
- 鬼葬 귀장 (2002년 1월 30일) 3rd
- Six Ugly (2002년 7월 31일) 미니앨범
- VULGAR (2003년 9월 10일) 4th
- Withering to death. (2005년 3월 9일) 5th
- THE MARROW OF A BONE (2007년 2월 7일) 6th
- DECADE 1998-2002 (2007년 12월 19일) 베스트 앨범
- DECADE 2003-2007 (2007년 12월 19일) 베스트 앨범
- UROBOROS (2008년 11월 12일) 7th
- DUM SPIRO SPERO (2011년 8월 3일) 8th
- UROBOROS [Remastered & Expanded] (2012년 1월 11일) 7th 리마스터 앨범
- THE UNRAVELING (2013년 4월 3일) 2nd 미니앨범
- ARCHE (2014년 12월 10일) 9th
- VESTIGE OF SCRATCHES (2018년 1월 2일) 베스트 앨범

### DVD&BLU-RAY
- 楓〜if trans...〜 (1998년 1월 15일) VIDEO BOX
- 楓〜if trans...〜 (통산반) (1998년 7월 8일) CLIP VIDEO
- 妄想統覚劇 (1998년 10월 7일) CLIP VIDEO
- 妄想格外劇 (1998년 10월 7일) LIVE VIDEO
- GAUZE-62045- (2000년 4월 19일) CLIP DVD
- 1999年12月18日 大阪城ホール (2000년 4월 19일) LIVE DVD
- TOUR 00>>01 MACABRE (2001년 8월 22일) DOCUMENT LIVE DVD
- 鬼門 (2002년 3월 20일) MUSIC CLIP COLLECTION DVD
- 列島激震行脚 FINAL 2003 5 Ugly KINGDOM (2003년 5월 21일) LIVE DVD
- TOUR04 THE CODE OF VULGAR[ism] (2004년 10월 6일) LIVE DVD
- AVERAGE FURY (2005년 6월 29일) MUSIC CLIP COLLECTION DVD
- AVERAGE PSYCHO (2005년 7월 27일) MUSIC CLIP COLLECTION DVD
- TOUR05 It Withers and Withers (2006년 5월 3일) LIVE DVD
- A KNOT OF (2009년 2월 4일) LIVE DVD
- TOUR08 THE ROSE TRIMS AGAIN (2009년 4월 29일) LIVE DVD
- AVERAGE BLASPHEMY (2009년 5월 26일) MUSIC CLIP COLLECTION DVD
- UROBOROS -with the proof in the name of living...- AT NIPPON BUDOKAN (2010년 5월 26일) LIVE DVD
- Documentary DVD『TOUR2011 AGE QUOD AGIS Vol.1 [Europe & Japan]』 (2012년 6월 20일) DOCUMENT LIVE DVD
- Documentary DVD『TOUR2011 AGE QUOD AGIS Vol.2 [U.S. & Japan]』 (2012년 7월 18일) DOCUMENT LIVE DVD
- Documentary DVD『TOUR12-13 IN SITU-TABULA RASA』 (2013년 9월 25일) DOCUMENT LIVE DVD